# تامارا خانوم
تامارا آرمناکی پتروسیان (ارمنی: Թամարա Արտեմի Պետրոսյան) با نام هنری تامارا خانوم (انگلیسی: Tamara Khanum؛ ۲۹ مارس ۱۹۰۶ – ۳۰ ژوئن ۱۹۹۱) خواننده، بالرین، بازیگر، و طراح رقص ارمنی‌تبار اهل ازبکستان شوروی بود. خانه‌موزه تامارا خانوم در سال ۱۹۹۴ تأسیس شد.

## جوایز
وی همچنین برندهٔ جوایزی همچون نشان لنین و جایزه هنرمند مردمی اتحاد جماهیر شوروی شده‌است.

## نگارخانه

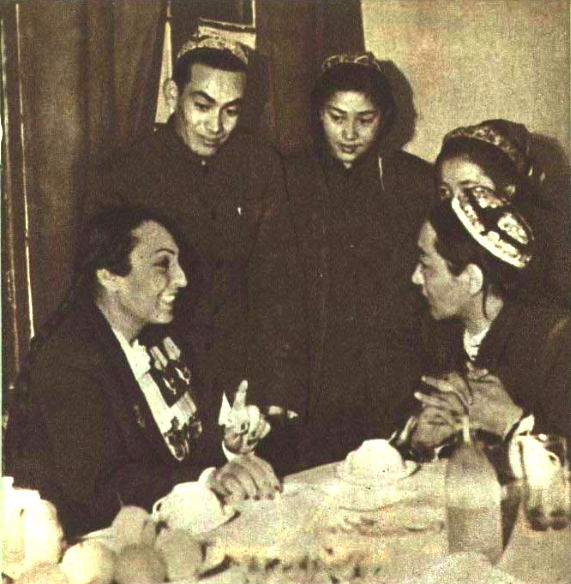